# آر. سيفا كومار
آر. سيفا كومار (بالإنجليزية: R. Siva Kumar)‏ هو مؤرخ الفن هندي، ولد في 3 ديسمبر 1956 في كيرلا في الهند.